# Trysil
Trysil est une commune de Norvège. Elle est située dans le comté d'Innlandet.

## Personnalités liées à la commune
- Halldis Moren Vesaas (1907-1995), poétesse norvégienne
- Jan Axel Blomberg (ou Hellhammer), batteur du groupe de black métal Mayhem